# Ostrowo (powiat bytowski)
Ostrowo (kaszb. Òstrowò) – osada w Polsce położona na Pojezierzu Bytowskim, w województwie pomorskim, w powiecie bytowskim, w gminie Miastko
Osada nad północnym brzegiem jeziora Bluj, 1,5 km na zachód od drogi krajowej nr 20 ze Stargardu do Gdyni.
W latach 1975–1998 miejscowość administracyjnie należała do województwa słupskiego.